# Stenzengreith
Stenzengreith är en ort i kommunen Gutenberg i distriktet Weiz i förbundslandet Steiermark i Österrike. Stenzengreith var tidigare en självständig kommun, men blev den 1 januari 2015 en del av kommunen Gutenberg-Stenzengreith som i juni 2023 bytte namn till Gutenberg.
Kommunen bestod av tre orter (Ortschaften) (inom parentes invånarantal 1 januari 2024):
- Plenzengreith (178) (blev 1 januari 2020 överförd från Gutenberg-Stenzengreith till Passail)[2]
- Stenzengreith (208)
- Stockheim (161)